# Immortale Dei
Immortale Dei, en español, "Inmortal de Dios", es la decimosexta encíclica  del Papa León XIII, fechada el 1 de noviembre de 1885. Tal como anuncia el subtítulo de la encíclica, "Sobre la constitución cristiana del Estado", el papa expone en la encíclica la naturaleza y fines del Estado, y, en consecuencia, los criterios que deben regir las relaciones de la Iglesia con el Estado, y el sentido en el que el cristiano debe lealtad y obediencia al Estado.

## Contexto histórico
El inicio del pontificado de León XIII (1878), coincide de algún modo con el inicio de los regímenes liberales en una buena parte de Europa: la Tercera República Francesa (1870), el II Reich Alemán (1871), el imperio austrohúngaro (1868); la unificación del Reino de Italia (1861). Con distintos acentos las políticas de estos países se orientan hacia un estatismo liberal, con una primera manifestación en el establecimiento de la enseñanza laica obligatoria; incluyendo en algunos casos, un intento de control de la actividad de la Iglesia.
Simultáneamente, el liberalismo tuvo que hacer frente a las corrientes socialistas marxistas y anarquistas; especialmente a través del activismo movido por la II Internacional. El último tercio del siglo XX contempló un incremento en la lucha entre patronos y obreros, con la consecuente turbación de la paz social.
Ambas cuestiones -estatalismo liberal, y revolución- recibieron respuesta en el magisterio papal identificando los distintos ámbitos que, por su propia naturaleza, corresponden a la soberanía del Estado y de la Iglesia, así como el respeto que el ciudadano debe a la autoridad civil. Esta es la cuestión que León XIII afronta la encíclica Immortale Dei, continuando los temas ya abordados unos años antes en su encíclica Diuturnum illud. Ambas contienen la doctrina que el papa aplicaría, en los años siguientes, a las circunstancias que se presentaban en los distintos países.

## Contenido de la encíclica
Immortale Dei miserentis opus, quod est Ecclesia, quamquam per se et natura sua salutem spectat animorum adipiscendamque in caelis felicitatem, tamen in ipso etiam rerum mortalium genere tot ac tantas ultro parit utilitates, ut plures maioresve non posset, si in primis et maxime esset ad tuendam huius vitae, quae in terris agitur, prosperitatem institutum.
Obra inmortal de Dios misericordioso, la Iglesia, aunque por sí misma y en virtud de su propia naturaleza tiene como fin la salvación y la felicidad eterna de las almas, procura, sin embargo, tantos y tan señalados bienes, aun en la misma esfera de las cosas temporales, que ni en número ni en calidad podría procurarlos mayores si el primero y principal objeto de su institución fuera asegurar la felicidad de la vida presente.

El incipit de la encíclica señala ya los dos ejes en que se va a desarrollar el discurso teológico y práctico del papa; la naturaleza y el fin de la Iglesia, y, al mismo tiempo, la realidad temporal en la que actúa y a la que atiende.
En los primeros párrafos de la encíclica, tras referirse a las distintas formas de gobierno, sin manifestar preferencia por ninguna de ellas, el papa señala como en todo caso es necesaria una autoridad que dirija el Estado, y cómo todos deben someterse a ella, con una obligación moral; enseguida hace notar que

Por esta razón, así como no es lícito a nadie descuidar los propios deberes para con Dios, el mayor de los cuales es abrazar con el corazón y con las obras la religión, no la que cada uno prefiera, sino la que Dios manda y consta por argumentos ciertos e irrevocables como única y verdadera, de la misma manera los Estados no pueden obrar, sin incurrir en pecado, como si Dios no existiese, ni rechazar la religión como cosa extraña o inútil, ni pueden, por último, elegir indiferentemente una religión entre tantas.

Recuerda después la encíclica, la naturaleza de la Iglesia, compuesta por hombres, tal como está formada la sociedad civil, pero con un fin sobrenatural, contando con los medios, también sobrenaturales para alcanzar su fin; estos fines y medios la hacen distinta de la sociedad civil. Ambas sociedades, la civil y la eclesiástica, son sociedades perfectas; ambas soberanas en su género, de modo que cada una dispone de una esfera de acción en la que ejercen el poder y la autoridad.

Pero como el sujeto pasivo de ambos poderes soberanos es uno mismo, y como, por otra parte, puede suceder que un mismo asunto pertenezca, si bien bajo diferentes aspectos, a la competencia y jurisdicción de ambos poderes, es necesario que Dios, origen de uno y otro, haya establecido en su providencia un orden recto de composición entre las actividades respectivas de uno y otro poder. «Las [autoridades] que hay, por Dios han sido ordenadas».

Corresponde a la autoridad de la Iglesia todo lo que pertenece a la salvación de las almas, y a la autoridad civil el cuidado de las cosas temporales; se trata, en definitiva, de aplicar la enseñanza proclamada por Jesús: "Dad al César, lo que es del César y a Dios lo que es de Dios"; lo que no supone que el poder civil pueda actuar en su esfera sin considerar el derecho divino. 
Esta concordancia y armonía entre los dos poderes, el de la sociedad civil y el de la Iglesia, ha sido roto por los innovadores del siglo XVI que, tras turbar la religión cristiana, han trastornado el orden de la sociedad civil mediante una libertad desenfrenada manifestada en libertad de conciencia, de culto, de pensamiento, de imprenta. A este entendimiento de la libertad opone el papa en la encíclica el sentido cristiano de la libertad:, que solo es tal cuando respeta la verdad y, por tanto la ley de Dios. Es por esto que el origen del poder civil, hay que ponerlo en Dios, no en el pueblo; pero ni el estado ni los particulares pueden prescindir de sus deberes religiosos. 
Sentados los principios que la Iglesia establece en cuanto a la constitución y gobierno de los Estados: 

no queda condenada por sí misma ninguna de las distintas formas de gobierno, pues nada contienen contrario a la doctrina católica, y todas ellas, realizadas con prudencia y justicia, pueden garantizar al Estado la prosperidad pública. Más aún: ni siquiera es en sí censurable, según estos principios, que el pueblo tenga una mayor o menor participación en el gobierno, participación que, en ciertas ocasiones y dentro de una legislación determinada, puede no sólo ser provechosa, sino incluso obligatoria para los ciudadanos

De acuerdo con estos principios la encíclica, es útil que los católicos intervengan en la vida pública en todo sus niveles, tras afirmar esta posibilidad, el papa formula unos criterios prácticos para esa intervención.

Puede muy bien suceder que en alguna parte, por causas muy graves y muy justas, no convenga en modo alguno intervenir en el gobierno de un Estado ni ocupar en él puestos políticos. Pero en general, como hemos dicho, no querer tomar parte alguna en la vida pública sería tan reprensible como no querer prestar ayuda alguna al bien común.

Al actuar en la vida pública deben tener en cuenta que 

No acuden ni deben acudir para aprobar lo que actualmente puede haber de censurable en las instituciones políticas del Estado, sino para hacer que estas mismas instituciones se pongan, en lo posible, al servicio sincero y verdadero del bien público, procurando infundir en todas las venas del Estado, como savia y sangre vigorosa, la eficaz influencia de la religión católica.

Por otra parte, en esa actuación han de considerar que 

La defensa de la religión católica exige necesariamente la unidad de pensamiento y la firme perseverancia de todos en la profesión pública de las doctrinas enseñadas por la Iglesia.

Pero esa unidad, aclara el papa, no significa que, en las cuestiones opinables cabe una discusión moderada para procurar alcanzar la verdad, pero respetando siempre las opiniones contrarias.